# ۳٬۱-بوتان‌دیول
۳،۱-بوتان‌دیول (به انگلیسی: 1,3-Butanediol) یک ترکیب شیمیایی با شناسه پاب‌کم ۷۸۹۶ است. شکل ظاهری این ترکیب، مایع بی‌رنگ است.

## تولید و استفاده
هیدروژناسیون 3-هیدروکسی بوتانال 1،3-بوتاندیول می دهد:
CH 3 CH(OH)CH 2 CHO + H 2 → CH 3 CH(OH) CH 2 CH 2 OH
کم آبی 1،3-بوتاندیول، 1،3- بوتادین می دهد :
CH 3 CH(OH)CH 2 CH 2 OH → CH 2 = CH-CH = CH 2 + 2  H 2 O

## پیدایش
1،3-بوتاندیول به عنوان یک عامل کاهش قند خون استفاده می شود .
1،3-بوتاندیول در فلفل دلمه ای سبز، فلفل دلمه ای نارنجی، فلفل ( Capsicum annuum )، فلفل دلمه ای قرمز و فلفل دلمه ای زرد شناسایی شده است .  1،3 بوتاندیول، همچنین به عنوان 1،3-Butylene glycol نامیده می شود، وضعیت GRAS FDA را به عنوان یک مولکول طعم دهنده حفظ می کند.